# Issiaga Sylla
Pour les articles homonymes, voir Sylla (homonymie).
Issiaga Sylla, né le 1er janvier 1994 à Conakry (Guinée), est un footballeur international guinéen. Il évolue au poste de latéral gauche ou milieu gauche au PAE Astéras Trípolis.

## Biographie

### Jeunesse et formation
En 2011 il joue ses premiers matchs avec l'équipe première du Horoya AC, l’un des plus grands clubs professionnels de Conakry en Guinée. Le club est sacré champion à la fin de la saison.

### Toulouse FC
En 2012, Issiaga Sylla rejoint le club français du Toulouse FC. Arrière gauche, il peut également jouer comme ailier gauche. Il fait ses débuts le club français, en étant aligné milieu gauche, avec une victoire quatre buts à deux contre le Lille OSC le 4 mai 2013. Il marque son premier but professionnel le 18 mai 2013, en ouvrant le score lors d'une victoire deux buts à un contre le FC Sochaux-Montbéliard.
Durant la saison 2015-2016, il est prêté au club corse du Gazélec Ajaccio, en Ligue 1.
Pour la saison 2016-2017, il revient au Toulouse FC et porte le numéro 12.
Durant la saison 2020-2021, il est prêté avec option d'achat au RC Lens, en Ligue 1. Il n'est cependant pas conservé par le club nordiste à l'issue de son prêt. Il retourne au Toulouse FC et trouve une place de titulaire durant la saison 2021-2022, participant au titre de champion et à la remontée du cul dans l'élite, puis sur la première moitié de la saison 2022-2023. En octobre 2022, il dispute son deux-centième match avec Toulouse. En fin de saison,  

### Montpellier HSC
En janvier 2023, après le récent recrutement de Gabriel Suazo à son poste, il quitte le Toulouse FC par un accord rompant son contrat puis signe librement au Montpellier HSC jusqu'en juin 2025.
Libre de tout contrat à l'été 2025 après le relégation du MHSC, il rejoint le club grec du PAE Astéras Trípolis pour deux saisons.

### Carrière en sélection
Après un match non officiel avec la Guinée le 7 septembre 2011, contre le Venezuela[réf. nécessaire], il fait ses débuts internationaux en juin 2013 contre le Mozambique puis le Zimbabwe.
Issiaga Sylla joua sa première compétition internationale lors de la Coupe d'Afrique des nations 2015 sous les ordres de Michel Dessuyer. Quatre ans plus tard, il participe à la Coupe d'Afrique des nations 2019 convoqué par le belge Paul Put. 
En janvier 2022, il est retenu par le sélectionneur Kaba Diawara afin de participer à la Coupe d'Afrique des nations 2021 organisée au Cameroun. Le 23 décembre 2023, il est de nouveau retenu dans la liste des vingt-cinq joueurs sélectionnés pour la Coupe d'Afrique des nations 2023.

## Statistiques
| Saison                | Club                   | Championnat           | Championnat | Championnat | Coupe nationale | Coupe nationale | Coupe de la Ligue | Coupe de la Ligue | Compétition(s) continentale(s) | Compétition(s) continentale(s) | Compétition(s) continentale(s) | Total | Total |
| Saison                | Club                   | Division              | M.          | B.          | M.              | B.              | M.                | B.                | Comp.                          | M.                             | B.                             | M.    | B.    |
| 2010-2011             | Horoya AC              | D1                    | -           | -           | -               | -               | -                 | -                 | -                              | -                              | -                              | 0     | 0     |
| 2011-2012             | Horoya AC              | D1                    | -           | -           | -               | -               | -                 | -                 | CAF                            | 1                              | 0                              | 1     | 0     |
| Sous-total            | Sous-total             | Sous-total            | -           | -           | -               | -               | -                 | -                 | -                              | 1                              | 0                              | 1     | 0     |
| 2012-2013             | Toulouse FC            | Ligue 1               | 4           | 1           | -               | -               | -                 | -                 | -                              | -                              | -                              | 4     | 1     |
| 2013-2014             | Toulouse FC            | Ligue 1               | 32          | 3           | 2               | 0               | 2                 | 1                 | -                              | -                              | -                              | 36    | 4     |
| 2014-2015             | Toulouse FC            | Ligue 1               | 12          | 1           | -               | -               | -                 | -                 | -                              | -                              | -                              | 12    | 1     |
| 2016-2017             | Toulouse FC            | Ligue 1               | 27          | 1           | 1               | 0               | 2                 | 0                 | -                              | -                              | -                              | 30    | 1     |
| 2017-2018             | Toulouse FC            | Ligue 1               | 25          | 1           | 1               | 0               | 2                 | 1                 | -                              | -                              | -                              | 28    | 2     |
| 2018-2019             | Toulouse FC            | Ligue 1               | 24          | 2           | 3               | 0               | 1                 | 0                 | -                              | -                              | -                              | 28    | 2     |
| 2019-2020             | Toulouse FC            | Ligue 1               | 28          | 0           | 0               | 0               | 1                 | 0                 | -                              | -                              | -                              | 29    | 0     |
| 2021-2022             | Toulouse FC            | Ligue 2               | 25          | 0           | 1               | 0               | -                 | -                 | -                              | -                              | -                              | 26    | 0     |
| 2022-2023             | Toulouse FC            | Ligue 1               | 17          | 0           | 1               | 0               | -                 | -                 | -                              | -                              | -                              | 18    | 0     |
| Sous-total            | Sous-total             | Sous-total            | 194         | 9           | 9               | 0               | 8                 | 2                 | -                              | -                              | -                              | 211   | 11    |
| 2015-2016             | Gazélec Ajaccio (prêt) | Ligue 1               | 34          | 0           | 3               | 0               | 1                 | 0                 | -                              | -                              | -                              | 38    | 0     |
| 2020-2021             | RC Lens (prêt)         | Ligue 1               | 20          | 1           | 1               | 0               | -                 | -                 | -                              | -                              | -                              | 21    | 1     |
| 2022-2023             | Montpellier HSC        | Ligue 1               | 15          | 1           | -               | -               | -                 | -                 | -                              | -                              | -                              | 15    | 1     |
| 2023-2024             | Montpellier HSC        | Ligue 1               | 19          | 1           | -               | -               | -                 | -                 | -                              | -                              | -                              | 19    | 1     |
| 2024-2025             | Montpellier HSC        | Ligue 1               | 19          | 1           | 1               | 0               | -                 | -                 | -                              | -                              | -                              | 20    | 1     |
| Sous-total            | Sous-total             | Sous-total            | 53          | 3           | 1               | 0               | -                 | -                 | -                              | -                              | -                              | 54    | 3     |
| Total sur la carrière | Total sur la carrière  | Total sur la carrière | 301         | 13          | 14              | 0               | 9                 | 2                 | -                              | 1                              | 0                              | 325   | 15    |

### En sélection nationale
| Saison                | Sélection             | Phases finales        | Phases finales | Phases finales | Phases finales | Éliminatoires | Éliminatoires | Éliminatoires | Matchs amicaux | Matchs amicaux | Matchs amicaux | Total | Total | Total |
| Saison                | Sélection             | Compétition           | M              | B              | Pd             | M             | B             | Pd            | M              | B              | Pd             | M     | B     | Pd    |
| --------------------- | --------------------- | --------------------- | -------------- | -------------- | -------------- | ------------- | ------------- | ------------- | -------------- | -------------- | -------------- | ----- | ----- | ----- |
| 2011-2012             | Guinée                | -                     | -              | -              | -              | -             | -             | -             | 1              | 0              | 0              | 1     | 0     | 0     |
| 2012-2013             | Guinée                | -                     | -              | -              | -              | 2             | 0             | 0             | 1              | 0              | 0              | 3     | 0     | 0     |
| 2013-2014             | Guinée                | -                     | -              | -              | -              | 1             | 0             | 0             | 3              | 0              | 0              | 4     | 0     | 0     |
| 2014-2015             | Guinée                | CAN 2015              | 3              | 0              | 1              | 6             | 0             | 0             | 2              | 0              | 0              | 11    | 0     | 1     |
| 2015-2016             | Guinée                | -                     | -              | -              | -              | 5             | 0             | 0             | 2              | 0              | 0              | 7     | 0     | 0     |
| 2016-2017             | Guinée                | -                     | -              | -              | -              | 2             | 0             | 0             | 3              | 1              | 0              | 5     | 1     | 0     |
| 2017-2018             | Guinée                | -                     | -              | -              | -              | 4             | 0             | 0             | 1              | 0              | 0              | 5     | 0     | 0     |
| 2018-2019             | Guinée                | CAN 2019              | 4              | 0              | 0              | 5             | 0             | 0             | 3              | 0              | 0              | 12    | 0     | 0     |
| 2019-2020             | Guinée                | -                     | -              | -              | -              | 4             | 1             | 0             | 2              | 0              | 0              | 6     | 1     | 0     |
| 2020-2021             | Guinée                | -                     | -              | -              | -              | 2             | 0             | 0             | -              | -              | -              | 2     | 0     | 0     |
| 2021-2022             | Guinée                | CAN 2021              | 3              | 1              | 0              | 7             | 0             | 0             | 3              | 0              | 1              | 13    | 1     | 1     |
| 2022-2023             | Guinée                | -                     | -              | -              | -              | 3             | 0             | 1             | 3              | 0              | 0              | 6     | 0     | 1     |
| 2023-2024             | Guinée                | CAN 2023              | 5              | 0              | 0              | 2             | 0             | 0             | -              | -              | -              | 7     | 0     | 0     |
| 2024-2025             | Guinée                | -                     | -              | -              | -              | 6             | 0             | 2             | -              | -              | -              | 6     | 0     | 2     |
| Total sur la carrière | Total sur la carrière | Total sur la carrière | 15             | 1              | 1              | 49            | 1             | 3             | 24             | 1              | 1              | 88    | 3     | 5     |

## Palmarès
| Toulouse FC - Ligue 2 (1) - Vainqueur en 2022 |